# TBN이 좋다
TBN이 좋다는 TBN 부산교통방송(FM 94.9MHz)에서 주말 아침 7시부터 아침 8시 52분까지 방송했던 주말 라디오 프로그램이다. 2022년 10월 23일 자로 25년만에 폐지되었다.

## 코너소개

### 토요일
- 알고보면 재미있는 역사이야기 : 주간 인물 조용삼 대표
- 내 마음 속, 그 노래 : 신청곡 취재 컷
- 김광일의 오늘 아침 플레이리스트 : 음악인 김광일

### 일요일
- 단어의 품격
- 같은 듯 다른 노래, Remake Song
- 요즘 여기 어때? / 김봉수 여행작가